# Cultura di Baden

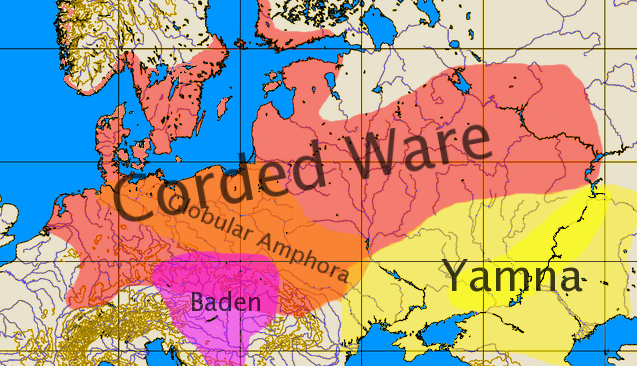
Estensione approssimata dell'orizzonte del vasellame cordato con le culture del III Millennio adiacenti (secondo la EIEC).

La cultura di Baden (3600 a.C.- 2800 a.C. circa), fu una cultura eneolitica diffusasi nell'Europa centro-orientale (Moravia, Ungheria, Slovacchia, Austria orientale, Croazia settentrionale e Romania occidentale). Importazioni della ceramica di Baden sono state rinvenute anche in Germania e in Svizzera (Arbon-Bleiche III), con la possibilità di poterle datare tramite la dendrocronologia.

## Storia della ricerca
La cultura di Baden deve il suo nome allo studioso austriaco di preistoria Oswald Menghin, che lo trasse dal villaggio di Baden, nei pressi di Vienna. È anche nota come gruppo di Ossarn o cultura di Pecel. Il primo studio monografico fu pubblicato da J. Banner nel 1956. Altri importanti studiosi di questa cultura sono E. Neustupny, Ida Bognar-Kutzian e Vera Nemejcova-Pavukova.
La cultura di Baden è stata interpretata come parte di un più grande complesso archeologico che abbraccia le culture situate alla foce del Danubio (Ezero-Cernavoda III) e nella Troade. Nel 1963, Nándor Kalicz ha proposto una connessione tra la cultura di Baden e Troia, in base alle urne antropomorfiche della Ózd-centrale (Ungheria). Questa interpretazione non può essere avvalorata dalle date fornite per mezzo dell'analisi effettuata con il carbonio 14. L'autore stesso (2004) definì questa interpretazione un "vicolo cieco", fondata su una fuorviante metodologia storica.

## Cronologia

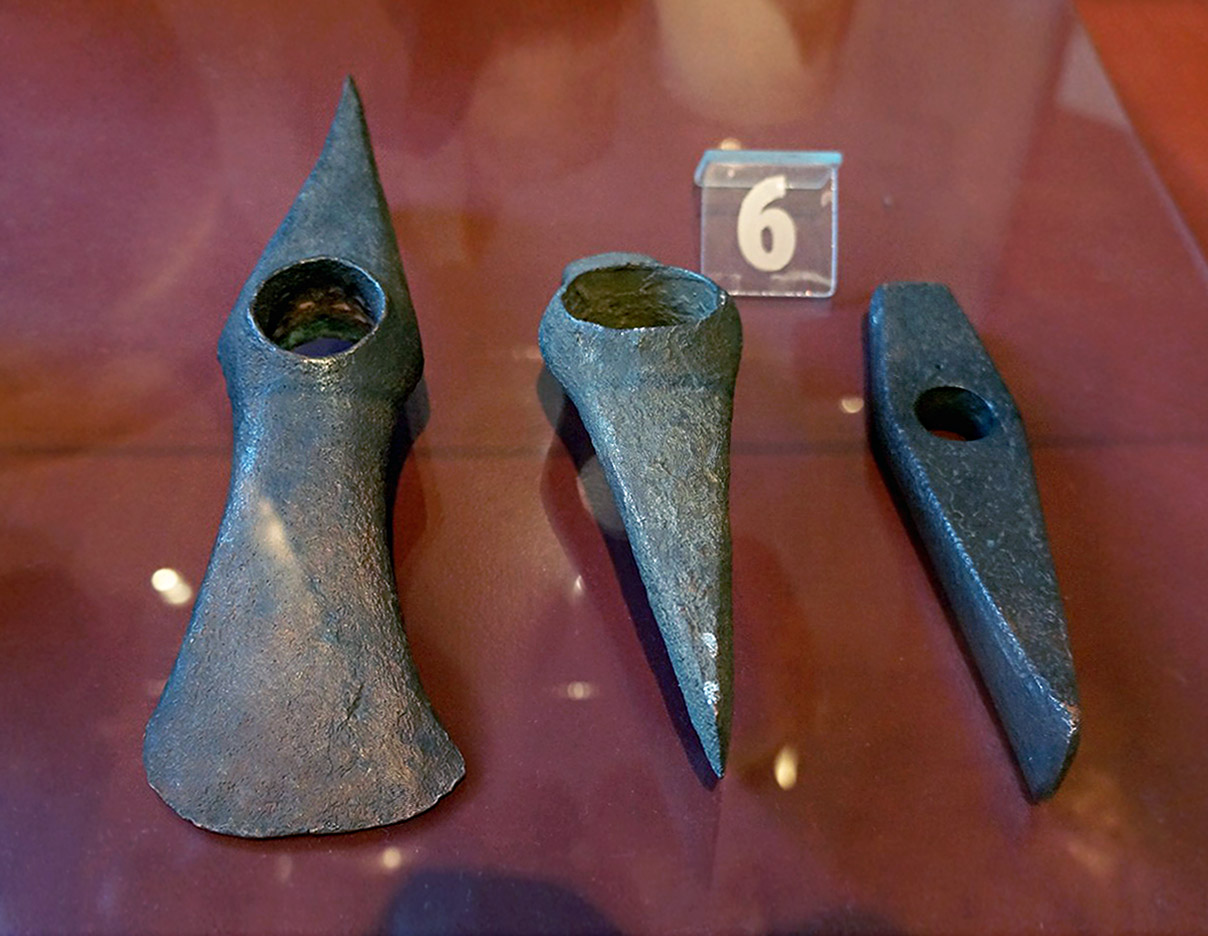
Asce in bronzo dalla Serbia

La cultura Baden si sviluppò dalla precedente cultura di Lengyel, nella parte occidentale del bacino dei Carpazi. Němejcová-Pavuková propone un'origine poligenetica, includendo elementi sud-orientali trasmessi dalla cultura bulgara di Ezero durante la prima fase dell'età del bronzo (Ezero, strati XIII-VII) e Cernavoda III/Cotofeni. Ecsedy paragona Baden all'EH II in Tessaglia, Parzinger al Sitagroi IV. La cultura di Baden fu approssimativamente contemporanea alla tarda cultura del bicchiere imbutiforme, alla cultura delle anfore globulari e alla fase più antica della cultura della ceramica cordata.
Le fasi seguenti note sono: Balaton-Lasinya, Baden-Boleráz, Post-Boleráz (divisa in antica, Fonyod/Tekovský Hrádok e tarda, Červený Hrádok/Szeghalom-Dioér da Vera Němejcová-Pavuková) e Baden classica.
| Fase            | Sottogruppi                    | Data      | Siti                  |
| --------------- | ------------------------------ | --------- | --------------------- |
| Balaton-Lasinya | -                              | 3700 a.C. | -                     |
| Boleráz         | -                              | 3500 a.C. | Pilismarot            |
| Ia              | Štúrovo                        | -         | Letkès                |
| Ib              | Nitriansky Hrádok              | -         | Lánycsok, Vysoki breh |
| Ic              | Zlkovce                        | -         | Balatonboglár         |
| Post-Boleraz    |                                | -         |                       |
| Antica          | Fonyod/Tekovský Hrádok         | -         | -                     |
| Tarda           | Červený Hrádok/Szeghalom-Dioér | -         | -                     |
| Baden Classica  |                                | 3400 a.C. | -                     |
| II, III         | la più vecchia                 | -         | Nevidzany, Viss       |
| IV              | la più giovane                 | -         | Uny, Chlaba, Ózd      |

## Insediamenti

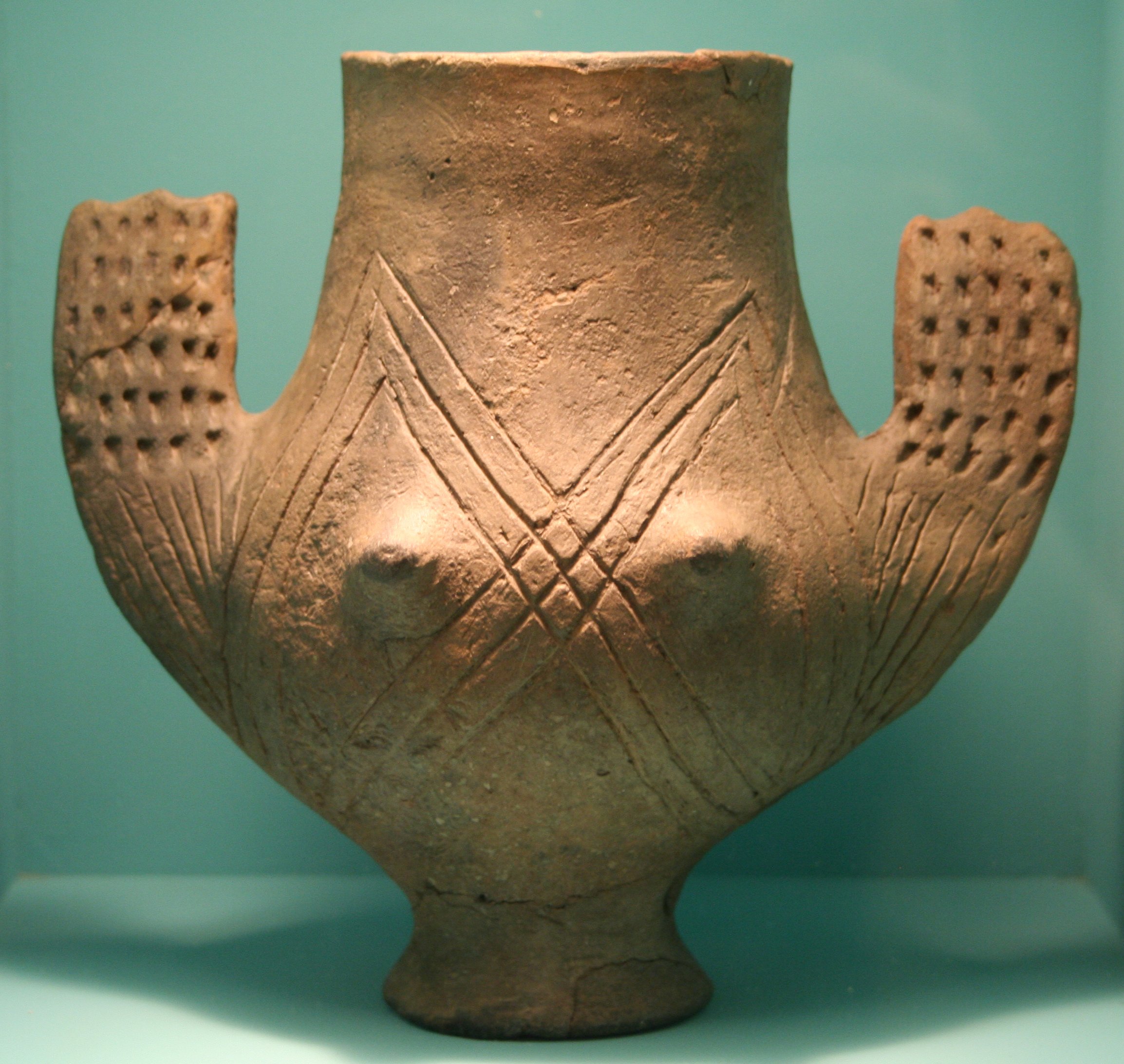
Recipiente antropomorfo. Ceramica, cultura di Baden, ca. 3500-2800 a.C., da Ráckeve (Ungheria). Museum für Vor- und Frühgeschichte, Berlino.

Gli insediamenti furono spesso localizzati sulla sommità delle colline e normalmente non fortificate con opere di difesa.

## Sepolture
Veniva praticata sia l'inumazione che la cremazione. Nella Slovacchia e Ungheria, le ceneri del defunto erano spesso riposte in urne antropomorfiche (Slána, Ózd-centrale). A Nitriansky Hrádok fu scoperta una fossa comune con bestiame sepolto insieme a resti umani. Fino ad ora, il solo cimitero noto, risultante dalla fase antica di Bolerázè è quello di Pilismárot (Ungheria), che contiene anche alcuni esempi di ceramica decorata a punzone.

## Economia
L'economia era mista e l'agricoltura era presente su vasta scala, insieme all'allevamento di animali domestici - maiali, capre, ecc. La cultura di Baden possiede alcune delle prime attestazioni sui veicoli a ruota nell'Europa centrale (recipienti a forma di carro in ceramica). Reperti di carri veri e propri non sono stati scoperti, ma ci sono sepolture di coppie di buoi che vengono interpretate come animali da tiro.

## Interpretazione
Nell'ambito della teoria kurganica esposta da Marija Gimbutas, la cultura di Baden viene vista come indoeuropeizzata. Coloro che propongono la più vecchia teoria, congetturando la patria indoeuropea nell'Europa centrale, nell'area occupata dalla precedente cultura del bicchiere imbutiforme, la considerano similmente indoeuropeizzata.
L'identità etnica e linguistica delle genti associate a questa cultura è impossibile da accertare. Può essere forse un tentativo di mettere i gruppi italici e celtici insieme, qui, nello stesso punto, almeno in quel grande "miscuglio" europeo, e le pianure dell'Ungheria, ma questa è una congettura mancante di qualsiasi fondamento archeologico.

## Paleogenetica
Secondo l'analisi ADMIXTURE le genti di questa cultura discendevano per il 78-91% dai primi agricoltori europei, il 6-17% dai cacciatori-raccoglitori occidentali e lo 0-8% dai pastori delle steppe occidentali, il che implica che l'influenza indoeuropea su questa popolazione era prevalentemente culturale e non biologica.